# Нествед
Нествед (дат. Næstved) — город в Дании.

## География и история
Город Нествед расположен на юге острова Зеландия, в датском регионе Зеландия. Город лежит в устье реки Сусо. Нествед является центром коммуны того же названия (Нествед (коммуна)). Численность населения города составляет 41.857 человек (на 2012 год).
В Средние века Нествед был крупнейшим портом Южной Зеландии, торговым и промышленным центром региона. Член Ганзы. Сохранился старинной застройки центр города с общественными постройками XV—XVI веков, собор Св. Петра (XIII—XV столетий), здание монастыря Херлуфсхольм.
В настоящее время Нествед является индустриальным городом — развиты в первую очередь электротехническая и бумажная промышленность.

## Города-партнёры
- Йёвик
- Раума
- Евле
- Альфтанес
- Сопот
- Шалон-на-Соне
- Пистойя
- Нарита
- Алитус